# Soatá (ort)
Soatá är en ort i Colombia.   Den ligger i departementet Boyacá, i den centrala delen av landet, 250 km nordost om huvudstaden Bogotá. Soatá ligger 1 979 meter över havet och antalet invånare är 10 945.
Terrängen runt Soatá är varierad. Runt Soatá är det ganska tätbefolkat, med 96 invånare per kvadratkilometer. Soatá är det största samhället i trakten. Omgivningarna runt Soatá är en mosaik av jordbruksmark och naturlig växtlighet.